# 絕叫
《絕叫》（日语：絶叫），日本小說家葉真中顯創作的推理小說，2014年10月由光文社出版單行本，2017年3月發行文庫本。葉真中顯繼2013年《失控的照護》獲得第16屆日本推理文學大獎新人獎、2014年「這本推理小說我想讀！」等獎項肯定之後，再以此作登上該年度推理小說暢銷榜並引起話題。
2018年12月，WOWOW電視台宣布翻拍為週日「連續劇W」時段共四集的電視劇。

## 入圍獎項
- 第36屆吉川英治文學新人獎
- 第68屆日本推理作家協會獎

## 故事大綱
東京一名年約37至40歲的獨居女子，被房東發現死在獨居的公寓裡。其遺體遭屋內的11隻貓啃食，遺體已慘不忍睹，連貓也全數餓死。根據警方推斷，死者距死亡時間已至少有5個月之久。由屋內的遺物得知住戶為鈴木陽子，似乎是孤獨死。
而另一方面，都內名為「Kind Net」的非營利組織代表理事，身材圓胖粗壯的神代武被發現全身赤裸陳屍在自家豪宅沙發上，遭人刺殺至少二十幾刀身亡。當天打電話向警方通報的是一位不知名女子，警方全力查明此位女子與這樁殺人事件的關係。
在女刑警奧貫綾乃的調查之下，發現遭殺害的神代武所主導的「Kind Net」是個假公益、真斂財的非法組織，背後從事各種見不得光的違法勾當。其中包括威脅遊說流浪漢搬入其便宜簡陋的集合住宅，並以此向政府申請救濟金，再向這些流浪漢從中收取高比例的金額；而鈴木陽子也被調查出曾下海賣身並數度與不同男子「假結婚」，更驚人的是這些男子都在結婚後意外身亡。
究竟，此位不知去向的神祕女子與「Kind Net」組織有何關聯？鈴木陽子又為何死在獨居公寓中？

## 電視劇
《絕叫》，2019年3月24日至4月14日於日本WOWOW電視台連續劇W時段（22:00 - 23:00，JST）播出的電視連續劇，改編自葉真中顯的同名推理小說，由尾野真千子主演。
主演此劇的尾野曾參演2001年安田顯初主演的電影《man-hole》，但片中無對手戲，此劇為兩人睽違18年後初次對戲。1月15日開鏡，2月26日殺青。

### 劇情大綱
一名年近40歲的女子，某日被發現陳屍於東京一處獨居公寓中。其遺體幾乎已被屋內的11隻貓啃食殆盡。警方發現屋內金魚缸裡一本存摺上的名字為「鈴木陽子」。此樁看似單純孤獨死的死亡事件，背後究竟會牽扯出多少駭人聽聞又黑暗的事件呢？

### 登場人物
- 鈴木陽子：尾野真千子（兒童時期：高松咲希。高中時期：永瀨莉子（日语：永瀬莉子））

疑似遺體被發現陳屍於公寓住處。後經調查，殺人嫌疑逐漸的被揭開。
- 神代武：安田顯

犯下一連串違法案件的惡德男子。
- 奥貫綾乃：小西真奈美

負責追查事件的刑警。對陽子內心的陰暗產生了共鳴。
- 八木德夫：片桐仁

被神代收留的流浪漢。其後成為殺人計畫的共犯。
- 楠木一馬：前川泰之（日语：前川泰之）

國分寺警署刑事課長代理人。
- 町田裕基：小柳友

與綾乃搭檔，共同調查陽子的刑警。
- 河瀨禮二：郭智博（日语：郭智博）

和陽子同居且無業並對陽子施暴的前牛郎。
- 岡山浩一郎：濱津隆之（日语：濱津隆之）

慫恿陽子以陪睡方式換得保單的保險顧客。
- 樹里：酒井若菜

和陽子在應召站「幽會人妻」上班的妓女。
- 芳賀健一：要潤

陽子所屬的保險公司主管。對陽子採取高壓的指導，私下對陽子進行洗腦。
- 栗原芳子：奥貫薰（日语：奥貫薫）

拉陽子進保險公司工作的前輩。
- 鈴木妙子：麻生祐未

陽子母親。只疼愛陽子的弟弟小純，對陽子態度冷淡。

### 製作團隊
- 原作：葉真中顯《絕叫》
- 劇本：池田奈津子
- 配樂：林友樹
- 製作人：青木泰憲、中山ケイ子
- 導演：水田成英（日语：水田成英）
- 製作協力：FCC
- 製作：WOWOW

### 原聲帶
| 《》（發行日期：2019年4月3日） | 《》（發行日期：2019年4月3日） | 《》（發行日期：2019年4月3日） |
| 曲序                           | 曲目                           | 时长                           |
| ------------------------------ | ------------------------------ | ------------------------------ |
| 1.                             | 絶叫                           | 5:37                           |
| 2.                             |                                | 3:27                           |
| 3.                             |                                | 2:17                           |
| 4.                             | 陽子                           | 2:37                           |
| 5.                             | 薄幸                           | 3:01                           |
| 6.                             |                                | 2:33                           |
| 7.                             | 幼少期                         | 1:57                           |
| 8.                             |                                | 1:58                           |
| 9.                             |                                | 1:56                           |
| 10.                            |                                | 2:09                           |
| 11.                            |                                | 2:39                           |
| 12.                            |                                | 2:40                           |
| 13.                            |                                | 3:59                           |
| 14.                            |                                | 2:33                           |
| 15.                            | 麻里愛                         | 2:46                           |
| 16.                            | 棄民                           | 2:06                           |
| 17.                            |                                | 2:32                           |
| 18.                            |                                | 2:19                           |
| 19.                            |                                | 6:12                           |
| 20.                            |                                | 2:43                           |
| 21.                            | 殺人現場                       | 3:05                           |
| 22.                            |                                | 2:46                           |
| 23.                            |                                | 3:40                           |
| 24.                            | 居場所                         | 5:27                           |
| 总时长：                       | 总时长：                       | 1:12:59                        |

### 播出日程
| 集數 | 播出日期 |
| ---- | -------- |
| 1    | 3月24日  |
| 2    | 3月31日  |
| 3    | 4月07日  |
| 4    | 4月14日  |

## 外部連結
- WOWOW電視台官網 （页面存档备份，存于）（日語）
- 尾野真千子專訪 （页面存档备份，存于）

## 節目的變遷
| 日本WOWOW 連續劇W                | 日本WOWOW 連續劇W                           | 日本WOWOW 連續劇W |
| -------------------------------- | ------------------------------------------- | ----------------- |
|                                  | 絕叫 （2019.3.24 - 4.14）                   |                   |
| 孤高的手術刀 （2019.1.13 - 3.3） | 惡黨〜犯罪者追踪调查〜 （2019.5.12 - 6.16） |                   |